# Tarnobrzeskie Towarzystwo Fotograficzne

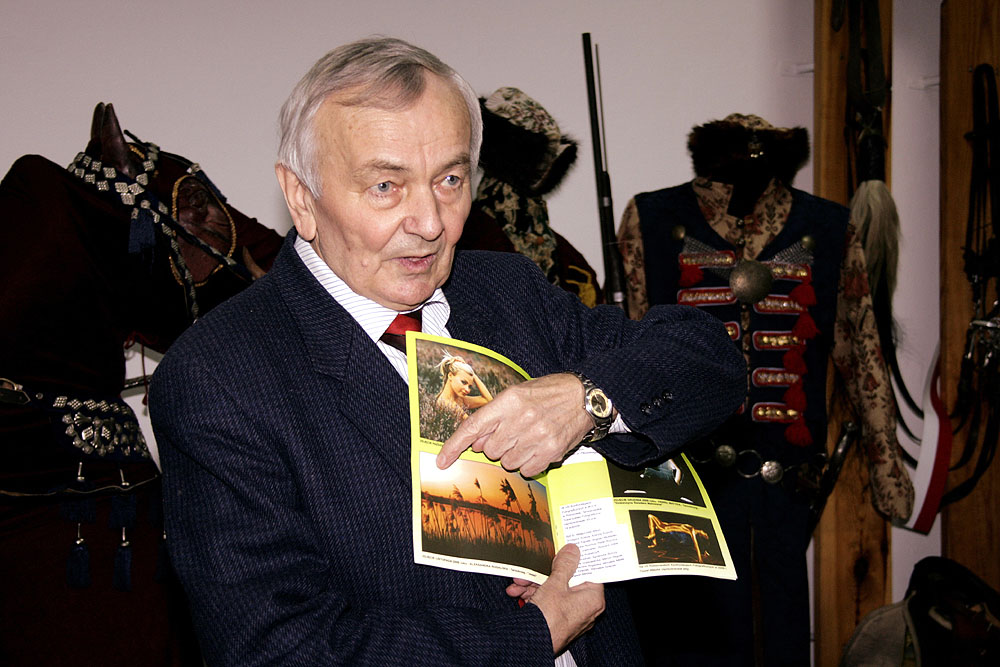
Stanisław Szlęzak – członek założyciel, prezes Zarządu TTF

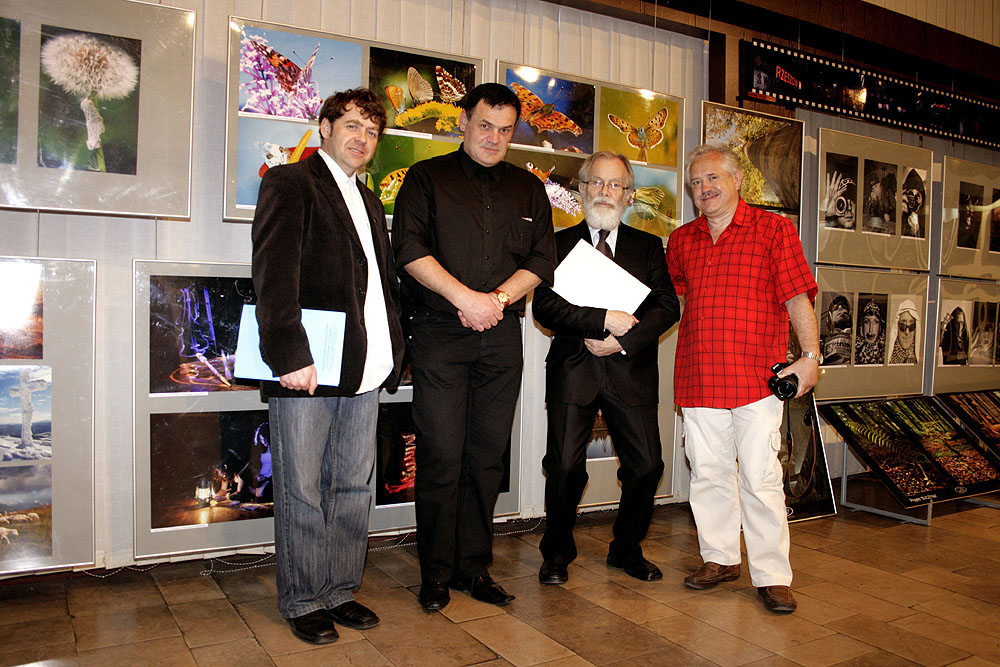
Udział TTF w X PKF w Rzeszowie, 10 maja 2012 – od lewej: Adam Kus, Paweł Matyka, Jerzy Wygoda

Tarnobrzeskie Towarzystwo Fotograficzne – polskie stowarzyszenie fotograficzne utworzone w 1974 roku, z inicjatywy Stanisława Szlęzaka, późniejszego członka rzeczywistego i Artysty Fotoklubu Rzeczypospolitej Polskiej Stowarzyszenia Twórców (AFRP).

## Historia
W 1970 roku został założony Amatorski Klub Fotograficzno-Filmowy „Peryskop”, który działał przy Powiatowej Spółdzielni Mieszkaniowej w Tarnobrzegu. Pomysłodawcą i założycielem „Peryskopu” był Stanisław Szlęzak, skupiający wokół siebie grupę młodych amatorów fotografii (Jacka Sadrakułę, Bogdana Myśliwca, Mariana Wójtowicza, Józefa Białka, Mariana Obakantego, Mariana Łabisza, Aleksandra Dyla, Jana Szlęzaka). Działalność klubu to organizacja konkursów fotograficznych „Tarnobrzeskie Osiedla” i „Ogólnopolskiego Przeglądu Amatorskiej Twórczości Fotograficzno-Filmowej CZSMB, przy Tarnobrzeskiej Spółdzielni Mieszkaniowej” oraz wystaw „Dziewczyny, Dziewczęta, Dziewczynki”.
W 1974 roku, na bazie klubu „Peryskop”, Stanisław Szlęzak doprowadził do powstania Tarnobrzeskiego Towarzystwa Fotograficznego. W 1988 roku stowarzyszenie zawiesiło swoją działalność. W 2004 roku TTF zostało reaktywowane, ponownie z inicjatywy Stanisława Szlęzaka.

## Działalność
Tarnobrzeskie Towarzystwo Fotograficzne, w latach 2006–2012, organizowało cykliczny konkurs na „Zdjęcie miesiąca” – w okresie 6 lat istnienia konkursu 59 autorów nadesłało 5853 zdjęcia. TTF było również organizatorem kilku edycji konkursu fotograficznego „Tarnobrzeg wczoraj i dziś”. Inną formą działalności Tarnobrzeskiego Towarzystwa Fotograficznego jest organizacja wystaw pokonkursowych (dot. „Zdjęcia miesiąca” i „Tarnobrzeg wczoraj i dziś”), wystaw zbiorowych członków i sympatyków TTF oraz wystaw indywidualnych członków stowarzyszenia. Członkowie rokrocznie uczestniczą w Podkarpackich Konfrontacjach Fotograficznych, objętych patronatem Fotoklubu Rzeczypospolitej Polskiej oraz Marszałka Województwa Podkarpackiego, podczas których otrzymali nagrodę główną w 2011 roku (IX edycja) oraz trzykrotnie wyróżnienia w latach 2015–2017 (XIII, XIV, XV edycja PKF). W 2023 (XXI edycja) otrzymali kolejną nagrodę główną. 
Dwóch członków Tarnobrzeskiego Towarzystwa Fotograficznego przyjęto w poczet członków rzeczywistych Fotoklubu Rzeczypospolitej Polskiej Stowarzyszenia Twórców – w 2010 Pawła Matykę oraz w 2011 Stanisława Szlęzaka. W 2013 Międzynarodowa Federacja Sztuki Fotograficznej FIAP wyróżniła Pawła Matykę tytułem Artiste FIAP (AFIAP). W 2018 Kapituła Fotoklubu Rzeczypospolitej Polskiej odznaczyła Pawła Matykę Medalem „Za Zasługi dla Fotografii Polskiej”. W 2020 Paweł Matyka został odznaczony Brązowym Medalem „Za Fotograficzną Twórczość” – odznaczeniem ustanowionym przez Zarząd i przyznawanym przez Kapitułę Fotoklubu Rzeczypospolitej Polskiej Stowarzyszenia Twórców, w odniesieniu do obchodów 25-lecia powstania Fotoklubu RP. W 2022 Paweł Matyka otrzymał Srebrny Medal „Za Fotograficzną Twórczość”, w odniesieniu do XX (jubileuszowej) edycji Podkarpackich Konfrontacji Fotograficznych.
Tarnobrzeskie Towarzystwo Fotograficzne jest organizatorem spotkań fotograficznych, w których gościli m.in. Paweł Pierściński – twórca Kieleckiej Szkoły Krajobrazu, Jerzy Wygoda – członek założyciel Fotoklubu Rzeczypospolitej Polskiej, Adam Kus – kierownik Działu Multimedialnych Technik Upowszechniania Kultury (Wojewódzki Dom Kultury w Rzeszowie).

## Zarząd
- Jacek Sadrakuła – wiceprezes
- Bogdan Myśliwiec – sekretarz
- Paweł Matyka – skarbnik

### Członkowie Zarządu
- Franciszek Lorenc
- Andrzej Skoczkowski

Źródło

## Komisja rewizyjna
- Jadwiga Witoń
- Janusz Żak
- Tadeusz Gadawski

Źródło

## Wybrane wystawy członków TTF
- Bogdan Myśliwiec „Indie na zdjęciach" (2024)[25]
- Bogdan Myśliwiec „Afryka w obiektywie Bogdana Myśliwca" (2024)[26]
- Bogdan Myśliwiec „U uzdrowiciela dusz – w obiektywie Bogdana Myśliwca" (2024)[27]
- Grzegorz Kilijański, Paweł Matyka, Marcin Soja „Finaliści XXI Podkarpackich Konfrontacji Fotograficznych" (2023)[28]
- Bogdan Myśliwiec „Indie jakich nie znamy" (2023)[29]
- Bogdan Myśliwiec „Między życiem a śmiercią" (2022)[30]
- Bogdan Myśliwiec „Niezwykły świat Chasydów" (2021)[31]
- Bogdan Myśliwiec „Między życiem a śmiercią" (2021)[32]
- Bogdan Myśliwiec „Między życiem a śmiercią" (2020)[33]
- Paweł Matyka „Cmentarz na Piaskach w Miechocinie" (2019)[34]
- Bogdan Myśliwiec „Chasydzi w Leżajsku – marzec 2018 w obiektywie Bogdana Myśliwca" (2019)[35]
- Agnieszka Burczy „Górskie zakątki" (2019)[36]
- Bogdan Myśliwiec „Karnawał w Wenecji" (2018)[37]
- Agnieszka Burczy „Górskie zakątki" (2017)[38]
- „Bogdan Myśliwiec (fotografia)” (2017)[39]
- Paweł Matyka „Fotografia Aktu” (2016)[40]
- Mirosław Mietła „Kolorowy świat motyli” (2015)[41]
- Paweł Matyka „Kobiecość światłem otulona” (2015)[42]
- Piotr Morawski „Piękno podkarpackiej przyrody” (2015)[43]
- Piotr Czepiel „Kapliczki, figurki, krzyże” (2014)[44]
- Bogdan Myśliwiec „Fotografia jak życie” (2013)[45]
- „Połączyła ich pasja” (2013)[46]
- Paweł Matyka „Portret w teatralnym kadrze” (2012)[47]
- Paweł Matyka „Fotografia aktu” (Sandomierz 2012)[48]
- Paweł Matyka „W obiektywie Pawła Matyki” (2012)[49]
- Piotr Morawski „Podpatrzone i zatrzymane w kadrze” (2011)[50]
- Paweł Matyka „Rendez-vous Image 2011 – Magic Light” (2011)[51]
- Rafał Rozmus „W obiektywie” (2011)[52]
- Bogdan Myśliwiec „Fotograficzne impresje” (2011)[53]
- Marek Żak „Podkarpackie motyle" (2010)[54]
- Paweł Matyka „Zaczarowane światłem” (2010)[55]
- Mirosław Mietła „Kolorowy świat motyli” (2010)[56]
- Agnieszka Burczy „Górskie zakątki” (2010)[57]
- Marek Żak „Motyle" (2008)[58]
- Paweł Matyka „Światłem malowane” (2008)[59]
- Marek Żak „Fotografia" (2007)[60]
- Paweł Matyka „Piękno martwej natury” (2007)[61]
- Stanisław Szlęzak „30 lat pracy dziennikarskiej – 40 lat fotografowania” (2006)[62][63]
- „Paweł Matyka (fotografia)”; ekspozycja multimedialna (Łódź 2006)[64]

Źródło